# Lennon (Album)
Lennon ist ein Vier-CD-Kompilationsalbums von John Lennon, das 73 Titel umfasst, aber keine unveröffentlichten Aufnahmen beinhaltet. Es ist das siebte postum erschienene Album nach Lennons Tod im Jahr 1980. Einschließlich der acht Solo-Studioalben, der drei Avantgarde-Alben mit seiner Frau Yoko Ono, der beiden Livealben, des Interviewalbums und der Kompilationsalben ist es das insgesamt 19. Album John Lennons. Es wurde am 29. Oktober 1990 in Großbritannien und am 4. Oktober 1990 in den USA veröffentlicht.

## Entstehungsgeschichte
Das bisher umfangreichste Kompilationsalbum von John Lennon wurde von Mark Lewisohn zusammengestellt. Die vier CDs haben jeweils eigenständige Cover und befinden sich in einem Pappschuber; weiterer Inhalt ist ein 78-seitiges Begleitheft, das alle Liedtexte aufführt.
Die erste CD umfasst vier Titel von Live Peace in Toronto 1969, hier in der Originalabmischung, drei Single A-Seiten, alle elf Titel von John Lennon/Plastic Ono Band sowie ein Livetitel mit Frank Zappa.
Die zweite CD beinhaltet neun Lieder von Imagine, drei von Some Time in New York City, fünf von Mind Games, zwei von Live in New York City sowie eine Single A-Seite.
Die dritte CD umfasst neun Titel von Walls and Bridges, sechs von Rock ’n’ Roll, einer von Menlove Ave., sowie die drei Livetitel Whatever Gets You thru the Night, Lucy in the Sky with Diamonds und I Saw Her Standing There, diese wurden am 28. November 1974 während eines Konzerts von Elton John im Madison Square Garden, bei dem John Lennon als Überraschungsgast auftrat, aufgenommen. Hierbei handelt es sich um den letzten Liveauftritt von Lennon vor einem Konzertpublikum, der im März 1981 als 12’’-Single veröffentlicht worden ist. I Saw Her Standing There erschien allerdings schon im Februar 1975 als B-Seite der Elton John Single Philadelphia Freedom. Elton John veröffentlichte neu abgemischte Versionen dieser drei Titel im März 1995 als B-Seiten seiner CD-Single Made in England.
Die vierte CD enthält alle 14 veröffentlichten und von John Lennon gesungenen Lieder der Alben Double Fantasy und Milk and Honey.

## Cover
Die Covergestaltung erfolgte von Artful Dodgers.

## Veröffentlichung
Die Box wurde nicht als LP-Version veröffentlicht. Die CD-Veröffentlichung aus dem Jahr 1990 wurde bisher nicht neu remastert.

## Titelliste
- CD 1

1. Give Peace a Chance – 4:54
2. Blue Suede Shoes (Carl Perkins) – 2:38
3. Money (That’s What I Want) (Bradford/Berry Gordy) – 3:25
4. Dizzy Miss Lizzy (Larry Williams) – 3:12
5. Yer Blues (Lennon/McCartney) – 3:53
6. Cold Turkey – 5:02
7. Instant Karma! – 3:12
8. Mother – 5:06
9. Hold On – 1:52
10. I Found Out – 3:35
11. Working Class Hero – 3:49
12. Isolation – 2:51
13. Remember – 4:33
14. Love – 3:21
15. Well Well Well – 5:58
16. Look at Me – 2:53
17. God – 4:09
18. My Mummy’s Dead – 0:50
19. Power to the People – 3:03
20. Well (Baby Please Don’t Go) (Ward) – 3:41

- CD 2

1. Imagine – 3:01
2. Crippled Inside – 3:46
3. Jealous Guy – 4:13
4. It’s so Hard – 2:25
5. Give Me Some Truth – 3:15
6. Oh My Love (John Lennon/Yoko Ono) – 2:42
7. How Do You Sleep? – 5:33
8. How? – 3:42
9. Oh Yoko! – 4:18
10. Happy Xmas (War Is Over) (John Lennon/Yoko Ono) – 3:22
11. Woman Is the Nigger of the World (John Lennon/Yoko Ono) – 5:14
12. New York City – 4:29
13. John Sinclair – 3:28
14. Come Together (Lennon/McCartney) – 4:21
15. Hound Dog (Jerry Leiber/Mike Stoller) – 3:10
16. Mind Games – 4:11
17. Aisumasen (I’m Sorry) – 4:43
18. One Day (At a Time) – 3:07
19. Intuition – 3:07
20. Out the Blue – 3:20

- CD 3

1. Whatever Gets You thru the Night – 3:25
2. Going Down on Love – 3:54
3. Old Dirt Road (John Lennon/Harry Nilsson) – 4:09
4. Bless You – 4:37
5. Scared – 4:39
6. #9 Dream – 4:48
7. Surprise, Surprise (Sweet Bird of Paradox) – 2:55
8. Steel and Glass – 4:37
9. Nobody Loves You (When You’re Down and Out) – 5:10
10. Stand by Me (Ben E. King/Jerry Leiber/Mike Stoller) – 3:28
11. Ain’t That a Shame (Fats Domino/Bartholemew) – 2:30
12. Do You Wanna Dance (Bobby Freeman) – 2:52
13. Sweet Little Sixteen (Chuck Berry) – 3:00
14. Slippin’ and Slidin’ (Penniman/Bocage/Collins/Smith) – 2:16
15. Angel Baby (Hamlin) – 3:39
16. Just Because (Lloyd Price) – 4:25
17. Whatever Gets You thru the Night (Live) – 4:19
18. Lucy in the Sky with Diamonds (Live) (Lennon/McCartney) – 5:58
19. I Saw Her Standing There (Live) (Lennon/McCartney) – 3:28

- CD 4

1. (Just Like) Starting Over – 3:56
2. Cleanup Time – 2:57
3. I’m Losing You – 3:56
4. Beautiful Boy (Darling Boy) – 4:01
5. Watching the Wheels – 3:31
6. Woman – 3:32
7. Dear Yoko – 2:33
8. I’m Stepping Out – 4:06
9. I Don’t Wanna Face It – 3:21
10. Nobody Told Me – 3:33
11. Borrowed Time – 4:28
12. (Forgive Me) My Little Flower Princess – 2:27
13. Every Man Has a Woman Who Loves Him (Yoko Ono) – 3:31
14. Grow Old with Me – 3:07

## Auszeichnungen für Musikverkäufe
| Land/Region  | Auszeichnungen für Musikverkäufe (Land/Region, Auszeichnung, Verkäufe) | Verkäufe |
| ------------ | ---------------------------------------------------------------------- | -------- |
| Japan (RIAJ) | Platin                                                                 | 250.000  |
| Insgesamt    | 1× Platin ·                                                            | 250.000  |